# Miguelturra
Miguelturra est une commune d'Espagne de la province de Ciudad Real dans la communauté autonome de Castille-La Manche. Miguelturra est située dans la périphérie de Ciudad Real.

## Histoire
À la fin du Moyen Age, Miguelturra était un bastion de l'Ordre de Calatrava ; l'autorité féodale de l'ordre dans la ville se querellait souvent avec les autorités royales dans les environs de Ciudad Real. Au XIVe siècle, les troupes de ces dernières ont pris d'assaut Miguelturra en sept occasions.

## Administration
| Période                                  | Période | Identité | Étiquette | Qualité |
| ---------------------------------------- | ------- | -------- | --------- | ------- |
|                                          |         |          |           |         |
| Les données manquantes sont à compléter. |         |          |           |         |